# Martin Gélinas
Martin Gélinas, född 5 juni 1970 i Shawinigan, Québec, är en kanadensisk före detta professionell ishockeyspelare som spelade i NHL för Edmonton Oilers, Quebec Nordiques, Vancouver Canucks, Carolina Hurricanes, Calgary Flames, Florida Panthers och Nashville Predators. Han har också spelat i den schweiziska ligan.
Martin Gélinas vann Stanley Cup med Edmonton Oilers 1990. Han har därefter varit i Stanley Cup-final tre gånger med tre olika lag utan att vinna, med Vancouver Canucks 1994, med Carolina Hurricanes 2002 och med Calgary Flames 2004.

## Statistik

### Klubbkarriär
| 1987–88    | Hull Olympiques      | QMJHL      | 65   | 63  | 68  | 131 | 74  | 17  | 15 | 18 | 33 | 32  |
| 1988–89    | Edmonton Oilers      | NHL        | 6    | 1   | 2   | 3   | 0   | –   | –  | –  | –  | –   |
| 1988–89    | Hull Olympiques      | QMJHL      | 41   | 38  | 39  | 77  | 31  | 9   | 5  | 4  | 9  | 14  |
| 1989–90    | Edmonton Oilers      | NHL        | 46   | 17  | 8   | 25  | 30  | 20  | 2  | 3  | 5  | 6   |
| 1990–91    | Edmonton Oilers      | NHL        | 73   | 20  | 20  | 40  | 34  | 18  | 3  | 6  | 9  | 25  |
| 1991–92    | Edmonton Oilers      | NHL        | 68   | 11  | 18  | 29  | 62  | 15  | 1  | 3  | 4  | 10  |
| 1992–93    | Edmonton Oilers      | NHL        | 65   | 11  | 12  | 23  | 30  | –   | –  | –  | –  | –   |
| 1993–94    | Quebec Nordiques     | NHL        | 31   | 6   | 6   | 12  | 8   | –   | –  | –  | –  | –   |
| 1993–94    | Vancouver Canucks    | NHL        | 33   | 8   | 8   | 16  | 26  | 24  | 5  | 4  | 9  | 14  |
| 1994–95    | Vancouver Canucks    | NHL        | 46   | 13  | 10  | 23  | 36  | 3   | 0  | 1  | 1  | 0   |
| 1995–96    | Vancouver Canucks    | NHL        | 81   | 30  | 26  | 56  | 59  | 6   | 1  | 1  | 2  | 12  |
| 1996–97    | Vancouver Canucks    | NHL        | 74   | 35  | 33  | 68  | 42  | –   | –  | –  | –  | –   |
| 1997–98    | Vancouver Canucks    | NHL        | 24   | 4   | 4   | 8   | 10  | –   | –  | –  | –  | –   |
| 1997–98    | Carolina Hurricanes  | NHL        | 40   | 12  | 14  | 26  | 30  | –   | –  | –  | –  | –   |
| 1998–99    | Carolina Hurricanes  | NHL        | 76   | 13  | 15  | 28  | 67  | 6   | 0  | 3  | 3  | 2   |
| 1999–00    | Carolina Hurricanes  | NHL        | 81   | 14  | 16  | 30  | 40  | –   | –  | –  | –  | –   |
| 2000–01    | Carolina Hurricanes  | NHL        | 79   | 23  | 29  | 52  | 59  | 6   | 0  | 1  | 1  | 6   |
| 2001–02    | Carolina Hurricanes  | NHL        | 72   | 13  | 16  | 29  | 30  | 23  | 3  | 4  | 7  | 10  |
| 2002–03    | Calgary Flames       | NHL        | 81   | 21  | 31  | 52  | 51  | –   | –  | –  | –  | –   |
| 2003–04    | Calgary Flames       | NHL        | 76   | 17  | 18  | 35  | 70  | 26  | 8  | 7  | 15 | 35  |
| 2004–05    | HC Lugano            | NL-A       | 1    | 0   | 0   | 0   | 0   | –   | –  | –  | –  | –   |
| 2004–05    | HC Forward-Morges SA | NL-B       | 41   | 38  | 23  | 61  | 81  | –   | –  | –  | –  | –   |
| 2005–06    | Florida Panthers     | NHL        | 82   | 17  | 24  | 41  | 80  | –   | –  | –  | –  | –   |
| 2006–07    | Florida Panthers     | NHL        | 82   | 14  | 30  | 44  | 36  | –   | –  | –  | –  | –   |
| 2007–08    | Nashville Predators  | NHL        | 57   | 9   | 11  | 20  | 20  | –   | –  | –  | –  | –   |
| 2008–09    | SC Bern              | NL-A       | 27   | 15  | 7   | 22  | 45  | –   | –  | –  | –  | –   |
| NHL Totalt | NHL Totalt           | NHL Totalt | 1273 | 309 | 351 | 660 | 820 | 147 | 23 | 33 | 56 | 120 |